# 橋の科学館
橋の科学館（はしのかがくかん）は、兵庫県神戸市垂水区にある科学館。1998年4月に開館した。規模は地上2階建、延床面積約1700平方メートル。以前は財団法人海洋架橋・橋梁調査会が管理運営していたが、現在は本四高速道路ブリッジエンジ株式会社が管理運営している。舞子公園内の明石海峡大橋の神戸市側の袂に位置する。

## 概要
館では、明石海峡大橋などの本州四国連絡橋に用いられた長大橋建設技術と日本や世界の長大橋のプロジェクトが紹介されている。2010年3月20日に館内をリニューアルして再開館している。

## 施設・展示

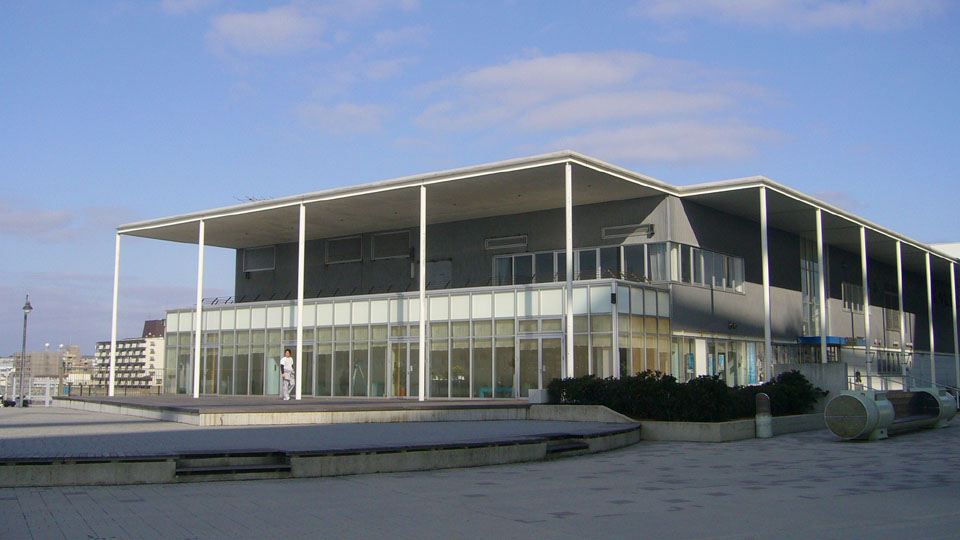
南東側

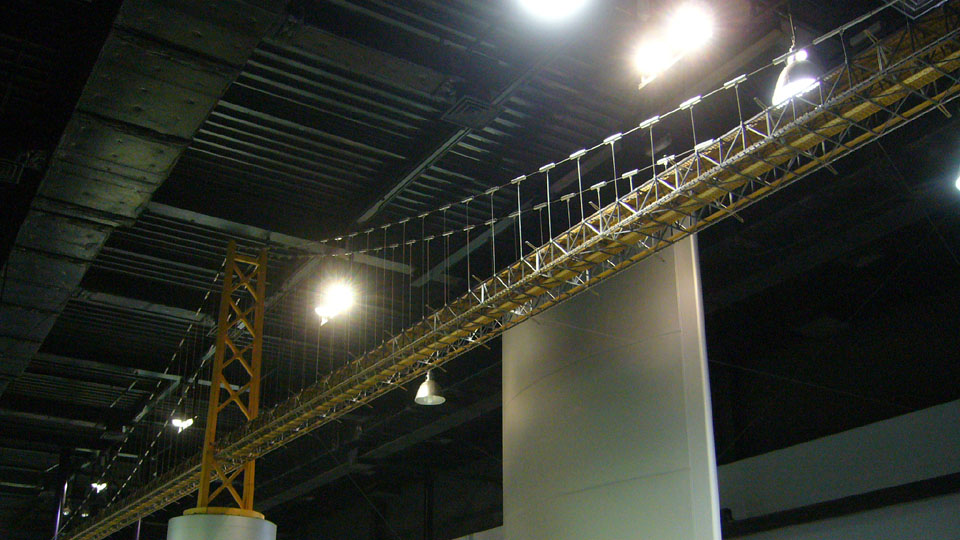
風洞実験用1/100スケール全橋

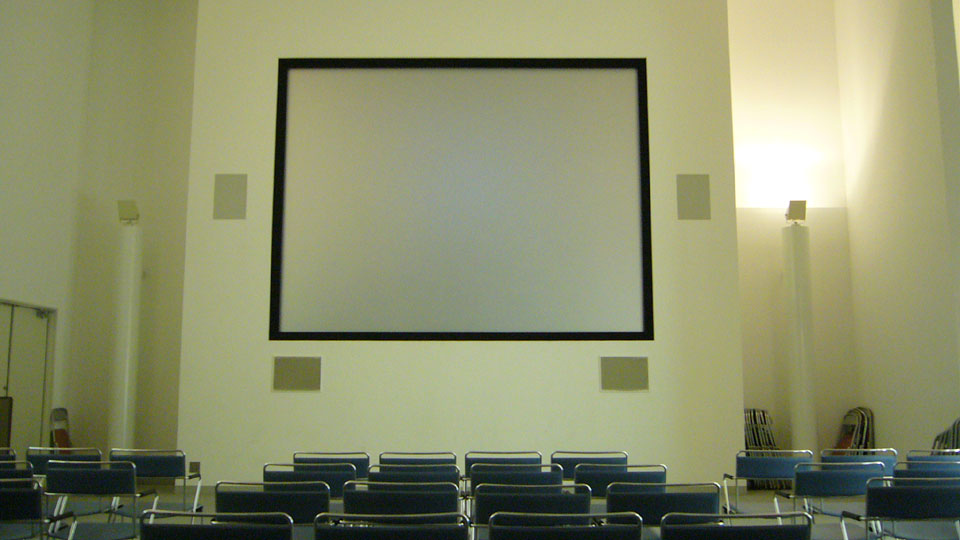
3Dシアター

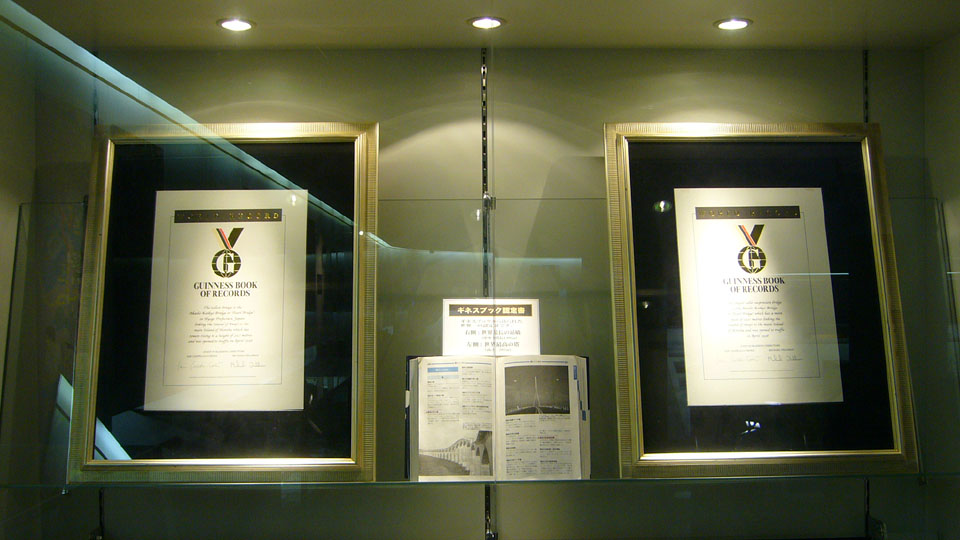
ギネスブック認定書

- 明石海峡大橋の1／100スケールの風洞実験用全橋（全長40メートル）
  - 実際に風速60メートル毎秒での橋梁の変形実験が行われる
- 3D（立体映像）シアター
  - 上映プログラム - 「天空の道」、「橋の旅」、「わたると探検！明石海峡大橋」
- 明石海峡大橋のギネスブック認定証（世界一の中央支間長、世界一の主塔の高さ）
- 淡路側主塔頂上（地上300メートル）からのライブカメラ映像

## 所在地
〒655-0047 神戸市垂水区東舞子町4-114

## 交通アクセス
- JR神戸線 舞子駅 徒歩5分
- 山陽電鉄 舞子公園駅 徒歩5分

## 周辺情報
- 孫文記念館
- 舞子砲台跡
- 舞子海上プロムナード
- アジュール舞子
- 舞子ホテル
- 舞子ビラ
- マリンピア神戸
- 五色塚古墳
- 明石市立文化博物館
- 明石市立天文科学館

## エピソード
2022年（令和4年）3月29日放送の朝日放送テレビ（ABCテレビ）の千鳥の番組「相席食堂」で、1980年代にプロ野球選手（広島東洋カープ正捕手）として活躍し、その後は監督も務めた野球解説者の達川光男の訪問が放送された。明石海峡大橋の建設に携わった三菱重工の佃正樹は、広島県立広島商業高等学校のエースとして達川とバッテリーを組んだ仲であり、2007年（平成19年）8月13日に他界した佃の弔いの旅として訪れたようである。